# Ábel (keresztnév)

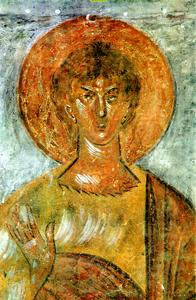
A bibliai Ábel egy 14. századi orosz ikonon

Az Ábel bibliai férfinév, Ádám és Éva második fiának a neve. Héber eredetije הֶבֶל Hevel / הָבֶל Hável, jelentése: pára, lehelet, innen mulandóság. Mások szerint a név asszír vagy sumér eredetű, és a jelentése: fiú. A név eredetének harmadik lehetősége a sumer AB.DIĜIR logogram amorita (nyugati sémi) olvasata: abu-ilû, sumer ab-An, jelentése „Az isten”, illetve ab-ba-an, abba2-ēl, azaz „Isten atya”. Az isten szót (An) az amoriták Él neveként olvasták ki. Első ismert előfordulása az i. e. 18. században a jamhadi Abbán névváltozata, Abba-Él, Abēl.

## Gyakorisága
Az újszülötteknek adott nevek körében az Ábel régen nem volt gyakori név, 1967-ben sem kapta senki ezt a nevet, 1983 és 1987 között a 113. legnépszerűbb név volt. Az 1990-es években már gyakori név. 2003 és 2009 között az 55-65. leggyakrabban adott férfinév volt. A 2010-es évek elején az 59. legnépszerűbb férfinév.
A teljes népességre vonatkozóan a 2000-es években nem szerepelt a 100 leggyakrabban viselt név között, de a 2010-es évek elején a 97-99. leggyakrabban viselt férfinév volt.

## Névnapok
- január 2.[2]
- június 2.[2]
- augusztus 5.[2]
- december 5.,[2]
- december 9.[2]

## Idegen nyelvi változatai
A legtöbb idegen nyelven Abel formában használatos (angol, francia, spanyol, portugál). A héberben Hevel alakban használják.

## Híres Ábelek
- Dési Ábel költő, prózaíró, kritikus, publicista
- Abel Gance francia filmrendező
- Abel Janszoon Tasman holland felfedező
- Mihalik Ábel dobos (Kiscsillag, Kispál és a Borz)
- Abel Makkonen Tesfaye művésznevén The Weeknd kanadai énekes

### Egyéb
- Ábel a neve Ádám és Éva második fiának a Bibliában

## Egyéb Ábelek

### Vezetéknévként
A nevet vezetéknévként is használják, híres viselője Ábel Anita színésznő.

### Az irodalomban
Szakállas Ábel, Tamási Áron: Ábel című regény-trilógiájának (Ábel a rengetegben, Ábel az országban és Ábel Amerikában) főhőse.

### Tájnyelvben
- ábelvére volt a neve az Alföldön egy bizonyos gyógyszernek (Sanguis Aracanis)[4]
- ábelfű a Magyarországon vadon nem termő, de a botanikus kertekben fellelhető Hibiscus abelmoschus magyar neve[4]

### Földrajzi névben
- Ábelfalva, szlovákiai helység